# Sanktuarium Imama Husajna
Sanktuarium Imama Husajna (arab. ‏مقام الامام الحسين‎) – meczet z miejscem pochówku Husajna ibn Alego, wnuka Mahometa jak i trzeciego imama szyitów, w mieście Karbala w Iraku. Sanktuarium wyrosło bezpośrednio w miejscu pochówku Husajna, zabitego w 680 roku podczas bitwy pod Karbalą.
W islamie szyickim Karbala jest uznawana za jedno z najświętszych miejsc zaraz po Mekkce i Medynie. Co roku miliony pielgrzymów odwiedzają sanktuarium. Według mediów irackich w 2014 do Karbali przybyło 17 mln szyitów, zaś rok później - 22 mln. Największa liczba pielgrzymów przybywa pomiędzy dniem męczeństwa Husajna, świętem Aszura, a czterdziestodniowym okresem żałobnym – Al-Arba’in. Sunniccy Umajjadzi i Abbasydzi próbowali blokować budowę kompleksu, jak i zabraniać pielgrzymowania do niego. W 850 roku, abbasydzki kalif Al-Mutawakkil wydał rozkaz zrównania z ziemią mauzoleum, lecz kompleks w Karbali i Nadżafie został odbudowany w latach 979-980 z rozkazu buidzkiego emira Adud ad-Daula. W pobliżu znajduje się meczet al-Abbasa. Oprócz Husajna, w kompleksie także zostali pochowani wszyscy zabici w bitwie pod Karbalą (grób masowy), a także Ibrahim al-Mudżab, syn siódmego imama Musy al-Kazima.

## Zniszczenia
Kompleks był wielokrotnie demolowany za panowania różnych kalifów sunnickich, m.in. 31 marca 763 przez Al-Mansura, 22 czerwca 787 przez Ar-Raszida, 15 lipca 850 przez Al-Mutawakkila. Pod rządami Imperium osmańskiego, kompleks był relatywnie bezpieczny (m.in. w 1638, sułtan Murad IV rozkazał wypolerować kopuły, które w tym okresie były białe). Poszczególni Safawidzi przyczynili się do gruntownych remontów i rozbudowy. 14 maja 1801 saudyjscy wahhabici splądrowali Karbalę, dewastując i okradając meczet Husajna. Po ośmiu godzinach, zginęło od dwóch do pięciu tysięcy mieszkańców, a wahhabici wywieźli ze sobą ponad 4000 wielbłądów załadowanych łupami (złotem, srebrem, kamieniami szlachetnymi, dywanami perskimi).
W 1991 roku podczas powstania przeciwko Saddamowi, meczet został celowo ostrzelany przez siły rządowe. Od momentu obalenia dyktatury Saddama Husajna w 2003 szyiccy pielgrzymi regularnie padają ofiarą ataków ze strony fundamentalistów sunnickich. Do ataków terrorystycznych w pobliżu sanktuarium dochodziło m.in. w marcu 2004 (ponad 100 ofiar śmiertelnych i 300 rannych), 15 grudnia 2004, w styczniu 2006 (co najmniej 60 zabitych szyitów), 14 kwietnia 2007 (co najmniej 42 zabitych), 17 marca 2008 (przynajmniej 42 ofiary). Państwo Islamskie zapowiedziało, iż po zajęciu miasta zburzy miejsce pochówku Husajna.